# John Montagu, 4.º Conde de Sandwich
John Montagu, 4º Conde de Sandwich (1718–1792), herdou o título de seu pai, Edward Montagu, 3.º Conde de Sandwich, em 1729, quando tinha a idade de apenas dez anos. Viajou pelo mundo inteiro, e ostentou diversos títulos importantes, como o de Primeiro Lorde do Almirantado da Marinha Real Britânica e o de Secretário de Estado. A Montagu é atribuída a invenção do sanduíche. As ilhas Sandwich (agora Havaí) e as ilhas Sandwich do Sul foram nomeadas pelo capitão James Cook, em homenagem ao Conde.

## Carreira
Em 1746 foi enviado ao congresso de Breda com plenos poderes, continuando posteriormente a participar nas negociações de paz até à conclusão do Tratado de Aix-la-Chapelle (18 de outubro de 1748) que pôs fim à Guerra da Sucessão Austríaca.
Suas atividades políticas, tanto como Primeiro Lorde do Almirantado (3 mandatos para um total de 15 anos) quanto como Secretário de Estado do Departamento do Norte (2 mandatos, 4 anos) têm sido controversas. Sua conduta parece ter sido um escândalo tão grande para a moral pública quanto sua moral privada.
Ao longo de sua longa administração, ele deixou os interesses do próprio Almirantado ficarem em segundo plano em relação aos de seu próprio partido, usando seu patrocínio como um motor para corrupção e abuso político. Ele também foi considerado parcialmente responsável pela inadequação da marinha britânica na Guerra Revolucionária Americana. Ele se interessou muito pela segunda e terceira viagens de James Cook ao Oceano Pacífico.

## Cronologia
Fonte:
- 1718: O 4º Conde de Sanduíche nasce em 13 de novembro de 1718
- 1729: Sucede seu avô, Edward Montague, 3º Conde de Sandwich, no condado
- 1729: Educado em Eton e Trinity College, Cambridge
- 1740/41 (estilo antigo/estilo novo), 14 de março: casa com Dorothy Fane em St James's, Westminster
- 1746: Enviado como plenipotenciário ao congresso de Breda, e continua participando das negociações de paz até a assinatura do Tratado de Aix-la-Chapelle em 1748
- 1748–1751: Primeiro mandato como Primeiro Lorde do Almirantado
- 1749–1756: oficial de justiça da Bedford Level Corporation
- 1763: Torna-se secretário de Estado
- 1763: Segundo mandato como Primeiro Lorde do Almirantado
- 1768: Nomeado Postmaster General (em países da Anglosfera, é o principal executivo do serviço postal daquele país)
- 1770: Torna-se Secretário de Estado
- 1771–1782: Terceiro e último mandato como Primeiro Lorde do Almirantado (durante este mandato: a Guerra Revolucionária Americana, 1775–1783)
- 1779: Sua amante Martha Ray, mãe de cinco de seus filhos, assassinada por seu admirador James Hackman em Covent Garden
- 1782: Aposentado em março
- 1792: Morre em 30 de abril

## Ilhas com o nome de Sandwich pelo capitão James Cook
Lord Sandwich foi um grande apoiador do capitão James Cook. Como Primeiro Lorde do Almirantado, Sandwich aprovou os fundos do Almirantado para a compra e adaptação do Resolution, Adventure e Discovery para a segunda e terceira expedições de exploração de Cook no Oceano Pacífico. Em homenagem a Sandwich, Cook nomeou as Ilhas Sandwich (Havaí) em sua homenagem, bem como a Ilha Montague na costa sudeste da Austrália, as Ilhas Sandwich do Sul no Oceano Atlântico Sul e Ilha Montague no Golfo do Alasca.

## Sanduíche como sanduíche
Lord Sandwich era notoriamente um homem muito ocupado e muitas vezes é referido como o inventor do sanduíche. Afirmou-se frequentemente que a invenção teria sido feita para permitir que o conde comesse enquanto jogava cartas ou jogava golfe, mas seus biógrafos afirmam que não seria correto: no entanto, é bem provável que o sanduíche fosse uma forma de comer sem deixando a escrivaninha, pois Montagu estava muito ocupado na época, em meados da década de 1760.